# Бильчир (Иркутская область)
Бильчи́р (бур. Бэлшэр) — посёлок в Осинском районе Усть-Ордынского Бурятского округа Иркутской области. Образует муниципальное образование «Бильчир».

## География
Находится в 28 км к северо-западу от районного центра, села Оса.

### Внутреннее деление
Состоит из 33 улиц:
- Амагаева
- пер. Белинского
- Больничная
- Гагарина
- Геологическая
- Геологов
- Гэртуйская
- Данилова
- Данчинова
- Калинина
- Кирова
- Кооперативная
- Ленина
- пер. Лермонтова
- Маяковского
- Наймагутская
- Нефтеразведка кв-л.
- Пионерская
- пер. Пионерский
- Полевая
- Сахьяновой
- Советская
- Солнечная
- Степная
- Строителей
- Трактовая
- Трудовая
- Филиппова
- Хангалова
- пер. Чапаева
- Шанайская
- Шерстобитова
- Школьная

## Топонимика
Название происходит от бурятского бэлшэр — место слияния двух рек.

## История
Населённый пункт основан в 1961 году переселенцами из сёл, затопленных в результате создания Братского водохранилища.

## Религия
Часть бурятского населения села исповедуют шаманизм. На берегу Братского водохранилища ежегодно совершается молебен и обряды почитания духов предков.

## Экономика
С мая 2009 года в Бильчире функционирует лесоперерабатывающий комплекс, специализирующийся на производстве строений из клееного бруса.

## Социальная сфера
В селе функционируют дом престарелых и психоневрологический интернат.

## Культура
В селе функционирует культурно-досуговый центр им. Артура Арзаева, действует бурятский фольклорный ансамбль «Эр мэлзэл» (бур. «Стремление к совершенству»), ансамбль русской песни «Барыня», детский танцевальный коллектив «Сэсэг» (бур. «Цветок»).

## Спорт
Построена борцовская школа и стадион "Феникс", так же здесь есть секции волейбола, футбола, лёгкой и тяжелой атлетики.

## Население
| 2002 | 2010  | 2011  | 2012  | 2020  |
| ---- | ----- | ----- | ----- | ----- |
| 1186 | ↘1167 | ↘1165 | ↘1131 | ↗1506 |